# Liga Zagrebačke nogometne regije 1980./81.
Liga Zagrebačke nogometne regije, odnosno Zagrebačka regionalna nogometna liga u sezoni 1980./81. je predstavljala ligu četvrtog stupnja nogometnog prvenstva Jugoslavije. 
 
Sudjelovalo je 14 klubova, a prvak je bila "Lokomotiva" iz Zagreba. 

## Ljestvica
| mj. | klub                             | ut. | pob. | ner. | por. | gol+ | gol- | bod |
| --- | -------------------------------- | --- | ---- | ---- | ---- | ---- | ---- | --- |
| 1.  | Lokomotiva Zagreb                | 26  | 20   | 4    | 2    | 74   | 16   | 44  |
| 2.  | Trešnjevka Zagreb                | 26  | 18   | 3    | 5    | 60   | 20   | 29  |
| 3.  | MTČ Čakovec                      | 26  | 14   | 6    | 6    | 64   | 33   | 34  |
| 4.  | Karlovac                         | 26  | 12   | 5    | 9    | 50   | 34   | 29  |
| 5.  | VIKO Omladinac Novo Selo Rok     | 26  | 12   | 5    | 9    | 44   | 40   | 29  |
| 6.  | Trgocentar Sloga Čakovec         | 26  | 11   | 6    | 9    | 50   | 43   | 28  |
| 7.  | Dubrava Zagreb                   | 26  | 9    | 7    | 10   | 37   | 31   | 25  |
| 8.  | Hidroelektra (Zagreb – Podsused) | 26  | 9    | 6    | 11   | 44   | 58   | 34  |
| 9.  | TPK Zagreb                       | 26  | 9    | 5    | 12   | 26   | 39   | 23  |
| 10. | Jugokeramika Zaprešić            | 26  | 8    | 5    | 13   | 44   | 61   | 21  |
| 11. | Rudar Mihovljan                  | 26  | 6    | 7    | 13   | 35   | 42   | 19  |
| 12. | Slaven Koprivnica                | 26  | 7    | 5    | 14   | 34   | 42   | 19  |
| 13. | Zagorac Krapina                  | 26  | 7    | 4    | 15   | 36   | 32   | 18  |
| 14. | Polet Pribislavec                | 26  | 4    | 4    | 18   | 19   | 74   | 12  |

## Rezultatska križaljka
| kratica | klub                             | DUB | HID | JUG | KAR | LOK | MTČ | POL | RUD | SLA | TPK | TRE | TRGS | VIOM | ZAG |
| --- | -------------------------------- | --- | --- | --- | --- | --- | --- | --- | --- | --- | --- | --- | ---- | ---- | --- |
| DUB | Dubrava Zagreb                   |     |     |     |     |     |     |     |     |     |     |     |      |      |     |
| HID | Hidroelektra (Zagreb – Podsused) |     |     |     |     |     |     |     |     |     |     |     |      |      |     |
| JUG | Jugokeramika Zaprešić            |     |     |     |     |     |     |     |     |     |     |     |      |      |     |
| KAR | Karlovac                         |     |     |     |     |     |     |     |     |     |     |     |      |      |     |
| LOK | Lokomotiva Zagreb                |     |     |     |     |     |     |     |     |     |     |     |      |      |     |
| MTČ | MTČ Čakovec                      |     |     |     |     |     |     |     |     |     |     |     |      |      |     |
| POL | Polet Pribislavec                |     |     |     |     |     |     |     |     |     |     |     |      |      |     |
| RUD | Rudar Mihovljan                  |     |     |     |     |     |     |     |     |     |     |     |      |      |     |
| SLA | Slaven Koprivnica                |     |     |     |     |     |     |     |     |     |     |     |      |      |     |
| TPK | TPK Zagreb                       |     |     |     |     |     |     |     |     |     |     |     |      |      |     |
| TRE | Trešnjevka Zagreb                |     |     |     |     |     |     |     |     |     |     |     |      |      |     |
| TRGS | Trgocentar Sloga Čakovec         |     |     |     |     |     |     |     |     |     |     |     |      |      |     |
| VIOM | VIKO Omladinac Novo Selo Rok     |     |     |     |     |     |     |     |     |     |     |     |      |      |     |
| ZAG | Zagorac Krapina                  |     |     |     |     |     |     |     |     |     |     |     |      |      |     |
| |                                  |     |     |     |     |     |     |     |     |     |     |     |      |      |     |
| podebljan rezultat - utakmice od 1. do 13. kola (1. utakmica između klubova) rezultat normalne debljine - utakmice od 14. do 26. kola (2. utakmica između klubova) rezultat nakošen - nije vidljiv redoslijed odigravanja međusobnih utakmica iz dostupnih izvora rezultat smanjen * - iz dostupnih izvora nije uočljiv domaćin susreta prekrižen rezultat - poništena ili brisana utakmica p - utakmica prekinuta 3:0 p.f. / 0:3 p.f. - rezultat 3:0 bez borbe |                                  |     |     |     |     |     |     |     |     |     |     |     |      |      |     |

 Izvori: